# دعبل خزاعی
دِعبِل خُزاعی شاعر معروف شیعی بود که در قرن دوم و سوم هجری قمری در زمان جعفر صادق امام ششم شیعیان در کوفه به دنیا آمد؛ وی دوران زندگی موسی کاظم و علی بن موسی الرضا و محمد تقی را نیز درک کرده‌ است؛ دعبل در خانواده ای اهل شعر و فضل به دنیا آمد که برادران، پدر و پدر بزرگش نیز همگی شاعر بودند؛ او به دلیل هجویاتش دربارهٔ خلفای وقت همیشه درحال گریز و سفر بود تا اینکه بعد از سفر علی بن موسی الرضا به مرو او نیز به سمت خراسان حرکت کرد و قصیده تائیه اش را که در مدح و تاریخ زندگی ائمه سروده بود و اذعان داشت قبل از علی بن موسی برای هیچ‌کس نخواهد خواند برای ایشان انشاد کرد؛ علی بن موسی الرضا بسیار تحت تأثیر قرار گرفت و صد دینار سکه طلا که به نام خودشان ضرب شده بود به همراه جبه ای به دعبل هدیه داد و دو بیت با همان وزن و قافیه به قصیده اش اضافه کرد. دعبل زبان تند و تیزی در هجو گویی خلفا و مخالفین داشت و همین زبان تندش سرانجام باعث شد تا به دستور «مالق بن طوق تغلبی» در اهواز توسط ضربات عصای دشنه مانندو زهر آگین کشته شود. پیکر او در شهر شوش دفن شده و مقبره ای نیز در این شهر برای او ساخته شده‌ است.
طبقات الشعراء، الواحده فی مناقب العرب و مثالبها، و دیوان اشعار از جمله آثاری است که از دعبل خزاعی به جای مانده‌ است.

## نسب دعبل خزاعی
دعبل بن علی بن رزین بن عثمان بن عبدالرحمن بن عبدالله بن بُدیل بن ورقاءبن عمرو بن ربیعة بن عبدالعزی بن ربیعة بن جزی بن عامر بن مازن بن عدی بن عمرو بن ربیعه خزاعی کوفی که کنیه اش ابوعلی یا ابوجعفر است.وی شاعر و ادیب و عالم شیعی در قرن دوم و سوم (۱۴۸_۲۴۶) هجری قمری است. دعبل در رده اول شاعران عرب بود که در سال ۱۴۸ و در زمان ششمین امام شیعیان جعفر صادق در شهر کوفه به دنیا آمد.

### خاندان
خاندان رزین اهل دانش و فضیلت و ادب بوده‌اند و از این خانواده محدثان و شاعران بسیاری به چشم می‌خورد، پدرش علی بن رزین خزاعی از شاعران روزگار خود بود و جد اعلای او عبدالله بن بدیل، صحابی و سفیر محمد پیامبر اسلام و از اصحاب علی بن ابی‌طالب بود که به همراه قبیله خزاعه در صفین، با معاویه جنگید و همراه سه برادرش در این جنگ کشته شد. برادرش ابوالحسن علی نیز شاعر بود و دیوان شعری در حدود ۵۰۰ برگه داشت  ، که به همراه دعبل در سال ۱۹۸ به سوی علی بن موسی الرضا سفر نمود ومدتی نزد ایشان بودند و از حضورش بهره بردند. برادر دیگر دعبل که نامش رزین بود و پسر عمویش «ابوالشیص» نیز همگی شاعر بودند.

#### دوران کودکی و نوجوانی
دوران کودکی و نوجوانی را در کوفه و بصره گذراند و بعد به بغداد رفت و مشغول تحصیل علم شد. شعر و ادب عربی را از مسلم بن ولید انصاری ملقب به «صریع الغوانی» که شاعر هارون الرشید و برامکه بود، فراگرفت و از همان جوانی به سرودن شعر پرداخت. او زمان چهار امام شیعه (جعفر صادق، موسی کاظم، علی بن موسی رضا و محمد تقی) را درک کرد و معاصر چند خلیفه عباسی (مهدی، هادی، هارون، امین، مأمون، معتصم، واثق، متوکل) بود.

## دوران جوانی
زمانی که علی بن موسی الرضا، امام هشتم شیعیان، ولایتعهدی مأمون عباسی را قبول کرد و از مدینه به خراسان آمد، دعبل به همراه برادرش، ابوالحسن علی٬دیگر شاعرشیعی مذهب راهی خراسان شدند. هر دو، در «مرو» نزد ایشان رفتند و دعبل قصیده خود را که عهد بسته بود قبل از علی بن موسی الرضا برای کسی نخواند انشاد کرد. قصیده دعبل که حماسه تاریخ بنی هاشم و منقبت نامه آل علی بود، بسیار مورد توجه قرار گرفت و علی بن موسی الرضا و اهل بیت او و مأمون، خلیفه عباسی را به گریه انداخت، تاجاییکه علی بن موسی الرضا دو بیت با همان وزن و قافیه به شعر او اضافه کرد که دربارهٔ مصیبتهای وارد شده به خاندان ایشان تا قیام قیام کننده و زدودن غم و اندوه توسط منتقمشان سروده شده بود؛سپس علی بن موسی الرضا یکصد دینار از سکه‌هایی که به نام خود او ضرب شده بود، به دعبل داد و آنگاه به درخواست دعبل، جبه‌ای از جامه‌های شخصی خود را نیز به او بخشید.مأمون عباسی هم پنجاه هزار درهم به او صله داد.بعد از مهاجرت دعبل به سمت قم اهالی شهر قم ٬دعبل را راضی کردند تا جبه اهدایی از جانب علی بن موسی الرضا را به آنها بدهد و در مقابل تکه ای از آستین آن جبه و مبلغ هزار دینار از آنها بگیرد.
او که اراده‌ای قوی و روحی شجاع و گستاخ داشت، تا آخر عمرش، دست از تشیع و هجای مخالفان نکشید و همیشه می‌گفت که پنجاه سال است چوبه دار خود را همراه می‌برم ولی کسی او را به دار نیاویخت تا جایی که این کار باعث مرگش شد. زمانی که در بغداد، «مالق بن طوق تغلبی» که از افراد بانفوذ عرب بود، درصدد قتل او برآمد، دعبل به بصره فرار کرد و سپس راه اهواز را در پیش گرفت. مالق به شخصی ده هزار درهم داد و او را مأمور قتل دعبل کرد. زمانی که او در یکی از آبادی‌های شوش به نام طیبه بود، آن مرد بعد از نماز عشاء، با نوک عصای دشنه‌مانند زهرآگین خود زخمی به پشت پای دعبل زد که او را مسموم نمود و روز دیگر بر اثر جراحت آن درگذشت. سن او درموقع وفاتش بیشتر از ۹۷ سال و تاریخ وفاتش سال ۲۴۶ قمری و مدفن او در شوش است. دعبل از راویان حدیث هم بود، شیعیان احادیث او را معتبر می‌دانند، مخصوصاً حدیثی که ازعلی بن موسی الرضا دربارهٔ ظهور موعود روایت نموده‌است؛ از راویان حدیث دعبل، می‌توان احمدبن ابی داود، ابوالصلت هروی، موسی بن حماد یزیدی، عبدالله بن سعید الاشقری، علی بن الحکیم، هارون بن عبدالله مهلبی را نام برد.

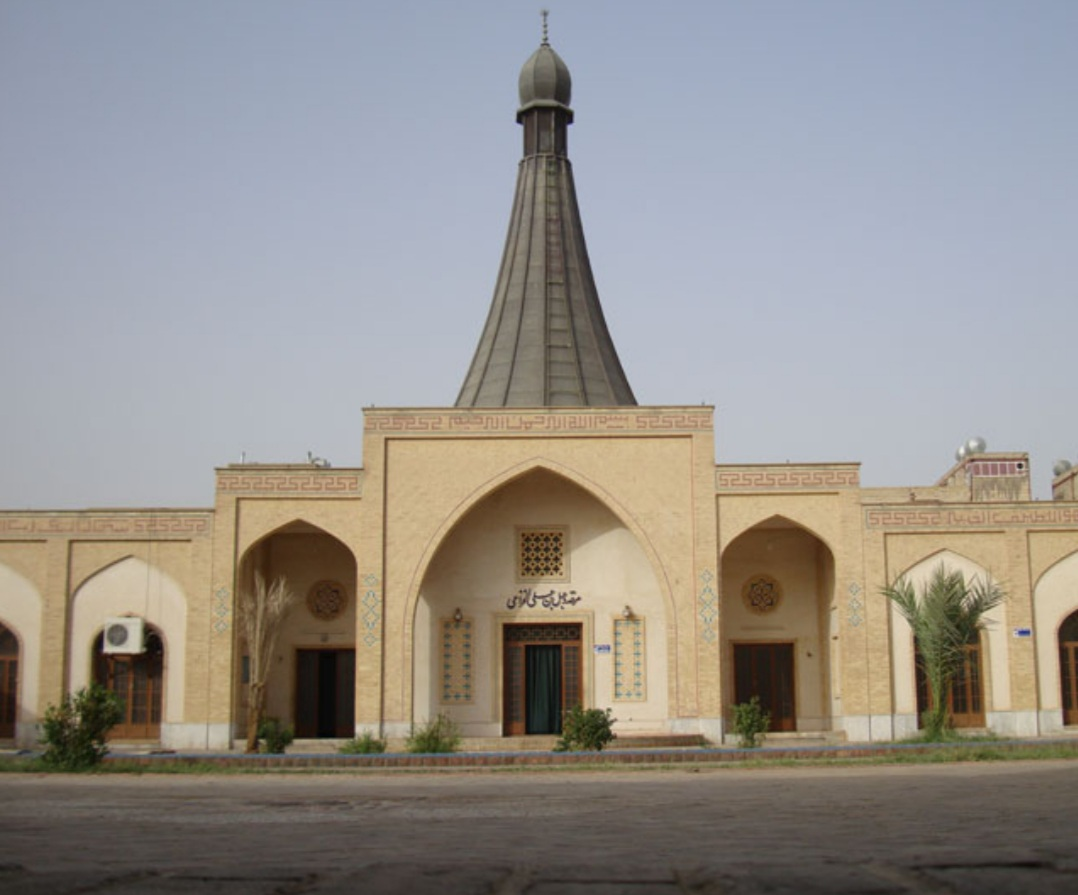
تصویر مقبره دعبل خزاعی واقع در شهر شوش

از این شاعر سه اثر یاد شده‌است، طبقات الشعراء، الواحده فی مناقب العرب و مثالبها، و دیوان اشعار او که ابوبکر صولی در ۳۰۰ ورق جمع‌آوریو بعد حمزة بن حسن اصفهانی و از متأخرین شیخ محمد سماوی، مجموعه‌های دیگری از آن ترتیب داده‌اند. اشعار او در مدح و رثاء و هجاء و حماسه و عتاب و محاجه و غزل و نصیحت و حکمت است، ولی این دیوان هنوز به چاپ نرسیده‌است. قصیده تائیه دعبل را که از بهترین و عالی‌ترین نمونه‌های مدح در ادب عرب است عده‌ای از بزرگان شیعه مانند علامه مجلسی و سید نعمت‌الله جزائری شرح کرده‌اند و مضامین آن‌ها در اشعار سایر شاعران شیعه تکرار شده‌است. از این شاعر برزگ دو پسر به نام‌های عبدالله و حسین باقی ماند که حسین، خود شاعری مشهور شد.
دیوان دعبل خزاعی در سال ۱۳۹۱ هجری شمسی در کتابی تحت عنوان «تحلیل، شرح و ترجمه دیوان دعبل خزاعی» توسط حیدر سهرابی ترجمه و شرح گردید. این کتاب به شیوه‌ای ابتکاری نوشته شده و در ترجمه ابیات، معنای کلمات مشکل نیز به صورت جداگانه ارائه شده‌است.

## استادان
وی شعر و ادب عربی را در جوانی از مسلم بن ولید انصاری ملقب به «صریح الغوانی» که شاعر هارون الرشید و خاندان برامکه بود، فرا گرفت و به استادی او همیشه اعتراف می‌کرد.
گفته‌اند دیوان دعبل نزدیک سیصد ورقه بوده که صولی آن را جمع‌آوری کرده‌است. دعبل ۴ کتاب تألیف کرده‌است:
- الواحده فی مثالب العرب و مناقبها، در این کتاب سیاست بنی‌امیه را نکوهش کرده‌است.
- طبقات الشعرا، از مهم‌ترین منابع ادبی است و شامل زندگی شاعران قبل از دعبل است.
- وصایا الملوک.
- دیوان شعر دعبل، شامل حدود هزار و چهارصد بیت شعر از دعبل است. (کل دیوان در سال ۱۳۹۱ توسط حیدر سهرابی تحلیل، شرح و ترجمه شده‌است).

## قصیده مدارس آیات
قصیده «مدارس آیات» دعبل در مدح اهل بیت که صدو بیست بیت دارد و از بهترین نوع مرثیه‌هایی است که در این زمینه سروده شده‌است.
بخشی از قصیده «مدارس آیات»:
| نبي الهدي صلي عليه ملكيه       |  | و بلغ عنا روحه التحفات       |
| اخا خاتم الرسل المصفي من القذي |  | و مفترس الابطال في الغمرات   |
| ا فاطم لو خلت الحسين مجدلاً     |  | و قد مات عطشاناً بشط الفرات   |
| اذن للطمت الخد فاطم بعده       |  | و اجريت دمع العين في الوجنات |

- پیامبر اسلام پیغمبر هدایت است و خدا بر او درود فرستاد و دعا می‌کنم که خداوند درودهای ما را به روان پاک او برساند.
- او (علی) برادر خاتم پیامبران که از تمام پلیدی‌ها مبری و دور و از بین برنده کافران و مشرکان است.
- ای فاطمه اگر حسین را در کربلا بر روی زمین می‌دیدی که در کنار رود فرات با لب تشنه جان سپرده‌است…
- آنگاه از شدت حزن و اندوه دست به صورت می‌زدی و اشک چشم بر گونه‌ها جاری می‌ساختی.

## نصب و حذف مجسمه دعبل در شهر شوش
اوایل دهه ۷۰ شمسی بود که شهرداری شوش اقدام به ساخت مجسمه نمادین برای دعبل خزاعی کرد. شهرداری نام یکی از میدان‌های اصلی این شهر را نیز به میدان دعبل خزاعی تغییر داد. پس از چند ماه بدون اظهار نظر خاصی دربارهٔ دلایل برکناری مجسمه، این اثر هنری از محلش برداشته شد و به محوطه حرم دعبل خزاعی منتقل شد.میدان دعبل خزاعی نیز به نامی دیگر تغییر نام داد. پس از سال‌ها که این مجسمه در گوشه‌ای از حیاط حرم نگهداری می‌شد، مجدد این مجسمه را به انبار شهرداری شهر شوش منتقل کردند. پس از حدود ۲۰سال فعالان اجتماعی شهر شوش نصب مجدد این مجسمه که یکی از مؤلفه‌های هنری فرهنگی شهر بود را خواستار شدند. در این خصوص نماینده مردم شهرستان شوش در مجلس شورای اسلامی ایران نیز در آستانه ثبت جهانی این شهر تأکید به نصب مجدد این مجسمه کرد. رئیس شورای شهر شوش و دیگر هنرمندان نیز خواستار نصب این مجسمه در شهر شدند. در این رابطه رسانه‌های مختلفی از جمله خبرگزاری‌های فارس، ایسنا و مهر گزارش و خبرهایی منتشر کردند.

### شکسته شدن مجسمه
پس از مدتی که قرار بود مجسمه دعبل خزاعی بعد از ۲۰ سال دوباره در شهر شوش جانمایی شود، خبرگزاری‌ها خبر از شکسته شدن این مجسمه دادند. برخی ابهامات در خصوص تعمدی بودن این کار نیز در برخی خبرگزاری‌ها منتشر شد. خبرگزاری میراث فرهنگی در این خصوص نوشت که به دلیل نگهداری غیراستاندارد مجسمه توسط شهرداری شوش این اتفاق صورت گرفت.
بالاخره پس از سال‌ها تلاش فعالان میراث فرهنگی، شهرداری شوش مجسمه ای از دعبل خزاعی را در ورودی شهر شوش نصب کرد.